# Filmografia de Cillian Murphy

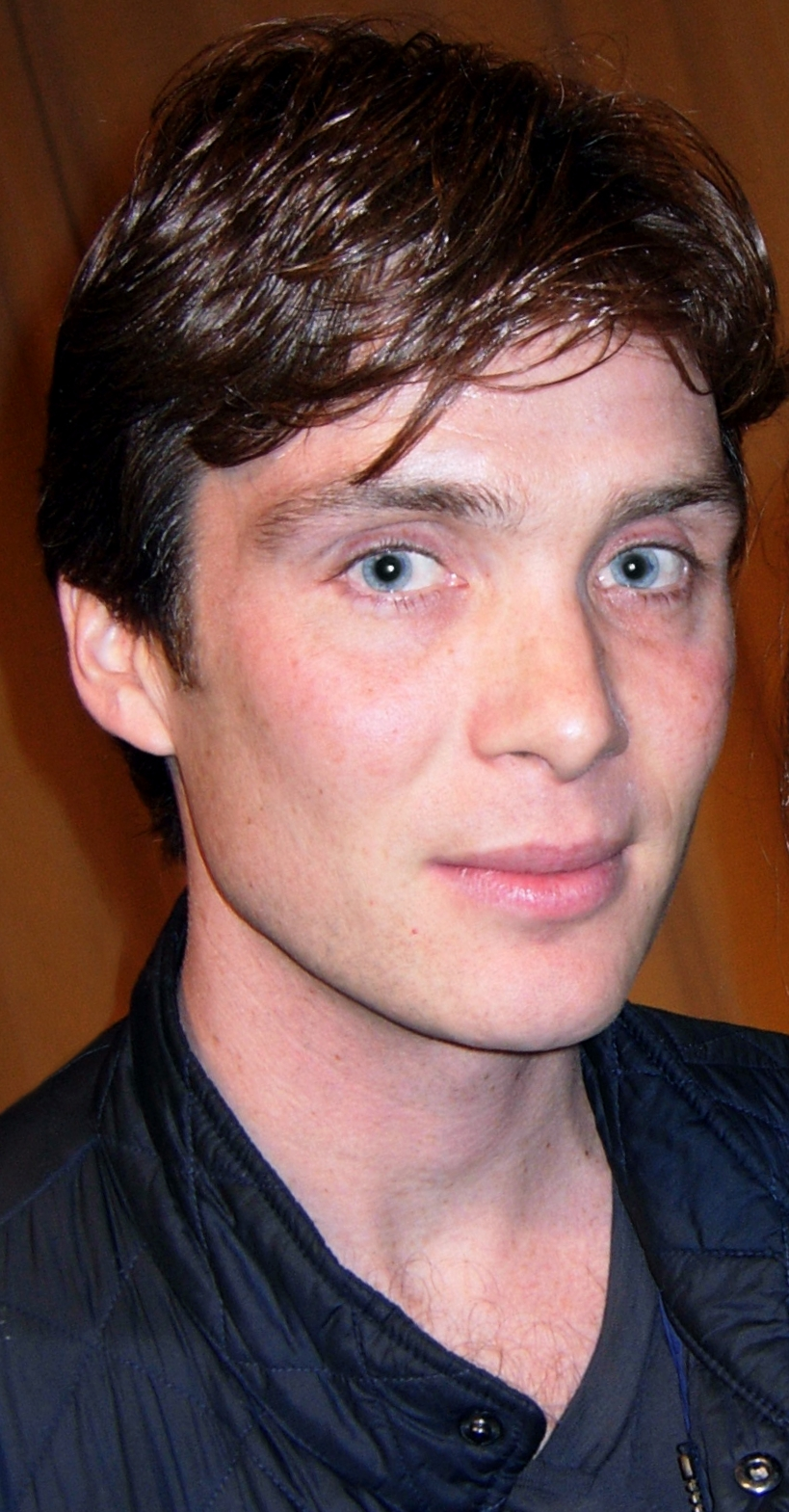
Cillian Murphy em 2010

Esta é a filmografia de Cillian Murphy, listando todos os trabalhos artísticos em que atuou:

## Filmografia

### Cinema
| Ano  | Filme                                    | Papel                                              | Notas                  |
| ---- | ---------------------------------------- | -------------------------------------------------- | ---------------------- |
| 1998 | The Tale of Sweety Barrett               | Pat, o barman[carece de fontes?]                   |                        |
| 1999 | Sunburn                                  | Davin McDerby[carece de fontes?]                   |                        |
| 1999 | The Trench                               | Rag Rockwood[carece de fontes?]                    |                        |
| 2001 | On the Edge                              | Jonathan Breech[carece de fontes?]                 |                        |
| 2001 | How Harry Became a Tree                  | Gus[carece de fontes?]                             |                        |
| 2001 | Disco Pigs                               | Darren/"Pig"[carece de fontes?]                    |                        |
| 2002 | 28 Days Later                            | Jim[carece de fontes?]                             |                        |
| 2003 | Dias Selvagens                           | John[carece de fontes?]                            |                        |
| 2003 | Girl with a Pearl Earring                | Pieter[carece de fontes?]                          |                        |
| 2003 | Cold Mountain                            | Bardolph[carece de fontes?]                        |                        |
| 2005 | Batman Begins                            | Dr. Jonathan Crane / Espantalho[carece de fontes?] |                        |
| 2005 | Red Eye                                  | Jackson Rippner[carece de fontes?]                 |                        |
| 2005 | Café da Manhã em Plutão                  | Patrick "Kitten" Braden[carece de fontes?]         |                        |
| 2006 | The Wind that Shakes the Barley          | Damien O'Donovan[carece de fontes?]                |                        |
| 2007 | Sunshine                                 | Robert Capa[carece de fontes?]                     |                        |
| 2007 | Watching the Detectives                  | Neil[carece de fontes?]                            | Direto em DVD          |
| 2008 | O Cavaleiro das Trevas                   | Dr. Jonathan Crane / Espantalho[carece de fontes?] |                        |
| 2008 | The Edge of Love                         | William Killick[carece de fontes?]                 |                        |
| 2008 | Waveriders                               | Narrador[carece de fontes?]                        | Documentário           |
| 2009 | Perrier's Bounty                         | Michael McCrea                                     |                        |
| 2009 | Hippie Hippie Shake                      | Richard Neville[carece de fontes?]                 |                        |
| 2009 | Dali & I: The Surreal Story              | Stan Lauryssens[carece de fontes?]                 |                        |
| 2010 | Peacock                                  | John Skillpa[carece de fontes?]/Emma               |                        |
| 2010 | A Origem                                 | Robert Fisher Jr.                                  |                        |
| 2010 | Tron: o Legado                           | Edward Dillinger, Jr.                              | Aparição não creditada |
| 2011 | Retreat                                  | Martin                                             |                        |
| 2011 | In Time                                  | Raymond Leo                                        |                        |
| 2012 | Batman - O Cavaleiro das Trevas Ressurge | Dr. Jonathan Crane / Espantalho                    |                        |
| 2012 | Red Lights                               | Tom Buckley                                        |                        |
| 2012 | Broken                                   | Tom Buckley                                        |                        |
| 2014 | Aloft                                    | Ivan                                               |                        |
| 2014 | Transcendence                            | Agente Donald Buchanan                             |                        |
| 2015 | No Coração do Mar                        | Matthew Joy                                        |                        |
| 2016 | Anthropoid                               | Josef Gabcík                                       |                        |
| 2016 | Free Fire                                | Chris                                              |                        |
| 2017 | The Party                                | Tom                                                |                        |
| 2017 | Dunkirk                                  | Soldado tremendo                                   |                        |
| 2018 | The Delinquent Season                    | Jim                                                |                        |
| 2019 | Anna                                     | Lenny Miller                                       |                        |
| 2020 | Um Lugar Silencioso - Parte 2            | Emmett                                             |                        |
| 2023 | Oppenheimer                              | Robert Oppenheimer                                 | Pós-produção           |
| 2025 | Pequenas Coisas Como Estas               | Bill Furlong                                       |                        |

### Curta-metragem
| Ano  | Filme                                                                              | Papel                              | Notas                                           |
| ---- | ---------------------------------------------------------------------------------- | ---------------------------------- | ----------------------------------------------- |
| 1997 | Quando                                                                             | Pat                                | [ 6 ]                                           |
| 1999 | Eviction                                                                           | Brendan McBride                    | [carece de fontes?]                             |
| 1999 | At Death's Door                                                                    | The Grim Reaper, Jr.               | [ 7 ]                                           |
| 2000 | Filleann an Feall (conhecido também como The Treachery Returns)[carece de fontes?] | Ger                                | [carece de fontes?]                             |
| 2000 | A Man of Few Words                                                                 | Best Man                           | [carece de fontes?]                             |
| 2001 | Watchmen                                                                           | Phil                               | co-escreveu o script com o diretor Paloma Baeza |
| 2003 | Zonad                                                                              | Guy Hendrickson[carece de fontes?] | não-lançado                                     |
| 2006 | The Silent City                                                                    | sem nome                           | [ 11 ]                                          |
| 2009 | The Water                                                                          | Filho                              |                                                 |
| 2013 | Harriet and the Matches                                                            | Gato (voz)                         |                                                 |
| 2018 | The Overcoat                                                                       | Akaky (voz)                        |                                                 |

### Televisão
| Ano           | Título                               | Papel          | Notas                                                          |
| ------------- | ------------------------------------ | -------------- | -------------------------------------------------------------- |
| 2001          | The Way We Live Now                  | Paul Montague  | Minissérie BBC - 4 episódios[carece de fontes?]                |
| 2013-presente | Peaky Blinders                       | Thomas Shelby  | Seriado BBC; Também como produtor executivo[carece de fontes?] |
| 2015          | Atlantic: The Wildest Ocean on Earth | Narrador (Voz) | 3 episódios                                                    |
| 2019          | The Irish Revolution                 | Narrador (voz) | 3 episódios                                                    |

### Teatro
| Datas                                               | Peça                                                       | Papel         | Companhia de teatro              |
| --------------------------------------------------- | ---------------------------------------------------------- | ------------- | -------------------------------- |
| Setembro de 1996 – janeiro de 1999, incluindo tours | Disco Pigs por Enda Walsh                                  | Pig/Darren    | Corcadorca Theatre Company       |
| 1998                                                | Much Ado About Nothing por William Shakespeare             | Claudio       | Bickerstaffe Theatre Company     |
| Maio - junho de 1999                                | The Country Boy por John Murphy                            | Curly         | Druid Theatre Company            |
| Setembro de 1999                                    | Juno and the Paycock por Sean O'Casey                      | Johnny Boyle  | Druid Theatre Company            |
| Fevereiro de 2002                                   | The Shape of Things por Neil LaBute                        | Adam          | Gate Theatre                     |
| Agosto de 2003                                      | The Seagull por Anton Chekhov                              | Konstantine   | Edinburgh International Festival |
| Fevereiro – abril de 2004                           | The Playboy of the Western World por John Millington Synge | Christy Mahon | Druid Theatre Company            |
| Dezembro de 2006 – fevereiro de 2007                | Love Song por John Kolvenbach                              | Beane         | New Ambassadors Theatre          |